# Harrison Butker
Harrison K. Butker (ur. 14 lipca 1995 w Decatur w stanie Georgia) – amerykański zawodnik futbolu amerykańskiego, grający na pozycji placekickera w drużynie Kansas City Chiefs w NFL (National Football League).
Precyzja i opanowanie Butkera w kluczowych momentach sprawiają, że jest uważany za jednego z najlepszych kickerów w historii ligi NFL. Zawodnik wygrał z Kansas City Chiefs Super Bowl LIV (2020), Super Bowl LVII (2023) i Super Bowl LVIII (2024). W każdym z tych finałów odegrał kluczową rolę, zdobywając decydujące punkty. W Super Bowl LVII w 2023 roku jego kopnięcie z 27 jardów na 8 sekund przed końcem zapewniło zwycięstwo Chiefs nad Philadelphia Eagles (38:35).

## Kariera
Harrison Butker urodził się w Decatur w stanie Georgia. Syn Harrisona Seniora i Elizabeth Keller. Ma siostrę Charlotte. Uczęszczał do The Westminster Schools w Atlancie, gdzie, mając 15 lat, zaczął grać w drużynie futbolowej. Grał na tubie w szkolnej orkiestrze. Karierę sportową kontynuował podczas studiów w Instytucie Technicznym Georgii w latach 2013–2016, grając w drużynie Georgia Tech Yellow Jackets. Ukończył studia z tytułem licencjata inżynierii przemysłowej.
Do NFL trafił w 2017 roku, jako zawodnik wybrany w siódmej rundzie draftu (233. miejsce) przez drużynę Carolina Panthers. W 2024 roku rozpoczął swój ósmy sezon z Kansas City Chiefs. Podczas Super Bowl LVIII Butker pobił dwa rekordy: najdłuższego gola z pola w historii Super Bowl (57 jardów) i największej liczby goli z pola w historii Super Bowl – 9. Chiefs pokonali San Francisco 49ers 25 do 22, a Butker zdobył swój trzeci pierścień-trofeum. Został czwartym kopaczem w historii NFL, który wygrał trzy Super Bowl.
5 sierpnia 2024 roku Butker podpisał z Chiefs czteroletni kontrakt o wartości 25,6 miliona dolarów, co uczyniło go najlepiej opłacanym kopaczem w lidze.
Harrison Butker jest od 2018 roku żonaty z Isabelle, małżeństwo ma troje dzieci (James Augustine ur. 2019, córka ur. 2020, trzecie dziecko ur. 2024). Sportowiec jest katolikiem.

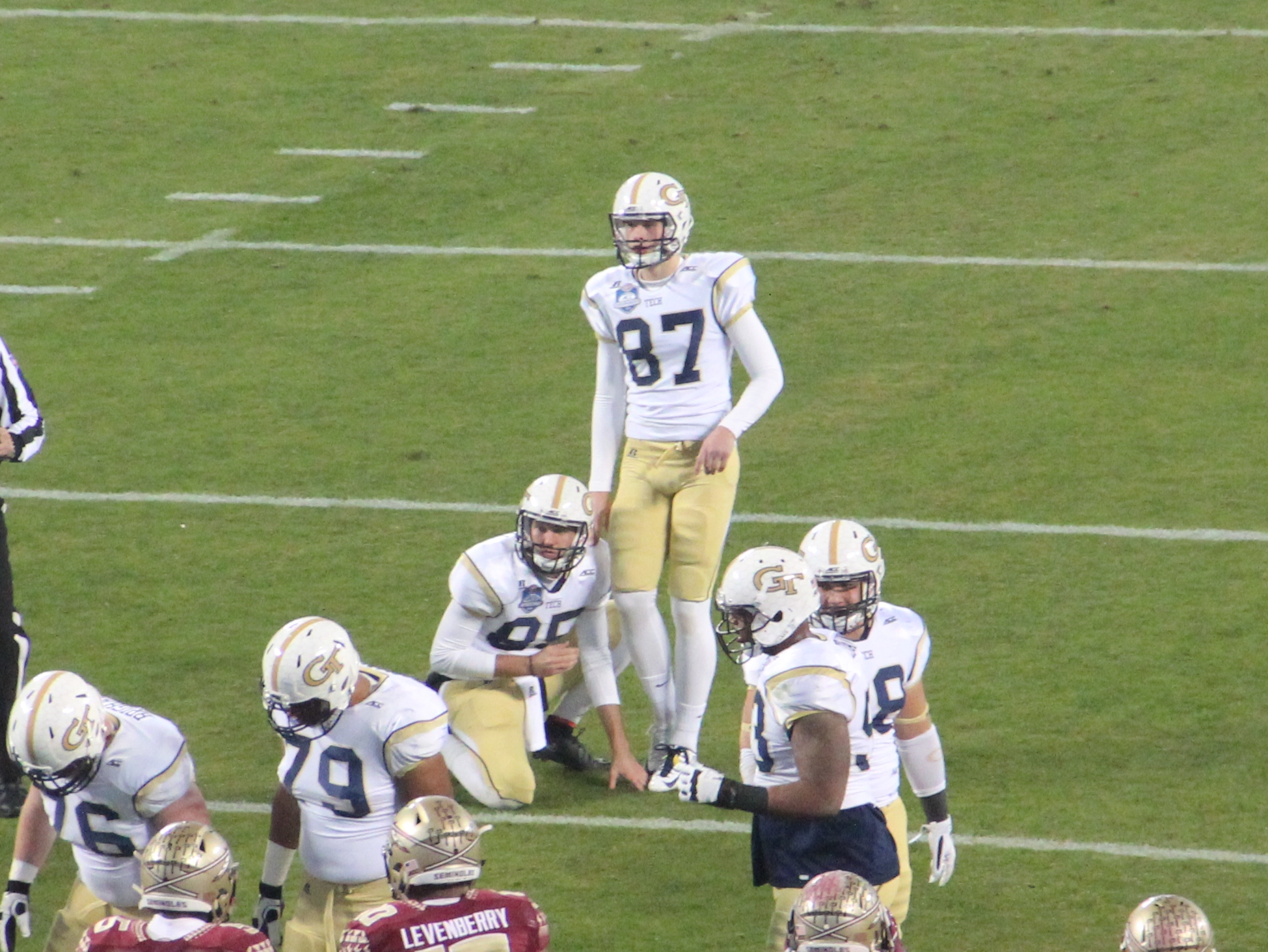
Z nr 97 w barwach Yellow Jackets, 2014
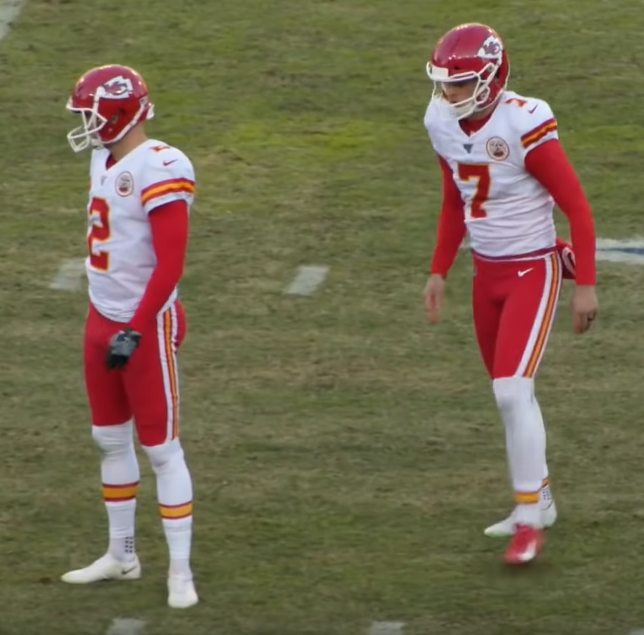
Harrison Butker z nr 7, 2019

## Poglądy
Sportowiec stał się celem ataków amerykańskich środowisk lewicowych po swoim wystąpieniu dla absolwentów katolickiej szkoły wyższej Benedictine College 11 maja 2024 roku, w którym opowiedział się przeciwko bierności duchownych i świeckich w życiu społecznym, odmawianiu kobietom prawa do wychowywania dzieci i rezygnacji z kariery zawodowej na rzecz rodziny. Butker zaapelował do mężczyzn, by nie rezygnowali z obecności w życiu rodzinnym, szczególnie jeśli chodzi o wychowywanie własnych dzieci. Użył stwierdzenia: „kulturowa kastracja mężczyzn”. W swoim przemówieniu krytykował aborcję, zapłodnienie in vitro i macierzyństwo zastępcze. Wystąpienie nagrodzone zostało owacyjnie przez obecnych, w Internecie odtworzone było kilkadziesiąt milionów razy, komentowano je na antenach wszystkich najważniejszych amerykańskich stacji telewizyjnych, m.in. CNN i ABC. Liga NFL w osobie wiceprezesa Jonathana Beane’a, głównego urzędnika ds. różnorodności i inkluzji oficjalnie odcięła się słów zawodnika. Starano się wymóc na władzach klubu usunięcie Butkera z klubu, oskarżając go o mizoginię, trans- i homofobię oraz rasizm.
W jego obronie najpierw stanęli koledzy z drużyny Chris Jones i Patrick Mahomes, zamieszczając wpisy na portalach społecznościowych. Następnie w obronie sportowca głos zabrały przedstawicielki klanu Hantów, magnatów amerykańskiego rynku energetycznego, właścicieli klubu: Tavia Hunt oraz jej córka Gracie. Swoje wsparcie wyraziła publicznie również aktorka Patricia Heaton. Nagonki nie wystraszyli się właściciele Samsunga, podpisując z Butkerem umowę reklamową wartą 50 milionów dolarów, wybierając jako slogan reklamowy słowa: „Potrzeba nam więcej mężczyzn takich jak on”.
Sportowiec promuje MDKeller, firmę odzieżową założoną z przyjacielem Austinem Wrightem, weteranem marynarki wojennej USA. Część dochodów z MDKeller jest przeznaczana na cele charytatywne, w tym na wspieranie rodzin i organizacji katolickich. Butker promuje tę markę, nosząc jej produkty i zachęcając do zakupów.
Fundacja Rodziny Harrisona Butkera (ang. Harrison Butker Family Foundation), będąca organizacją non-profit, działa na rzecz spraw bliskich rodzinie Butkerów, takich jak: wspieranie orędownictwa pro-life, powstrzymywanie handlu ludźmi i pomaganie ubogim w rejonie Kansas City, bez względu na wiek, wyznanie czy kolor skóry.